# Municipio de Carroll (condado de Perry)
El municipio de Carroll  (en inglés: Carroll Township) es un municipio ubicado en el condado de Perry en el estado estadounidense de Pensilvania. En el año 2000 tenía una población de 5.095 habitantes y una densidad poblacional de 57 personas por km².

## Geografía
El municipio de Carroll se encuentra ubicado en las coordenadas 40°20′00″N 77°09′59″O / 40.33333, -77.16639.

## Demografía
Según la Oficina del Censo en 2000 los ingresos medios por hogar en la localidad eran de $45,011 y los ingresos medios por familia eran $48,472. Los hombres tenían unos ingresos medios de $31,966 frente a los $24,677 para las mujeres. La renta per cápita para la localidad era de $19,312. Alrededor del 4,5% de la población estaban por debajo del umbral de pobreza.